# Panuridae
Брбљивице (лат. Panuridae)  је породица птица певачица која живи у тршћацима низијских језера и мочвара. Породица Panuridae се састоји од једног рода Panurus. који има само једну врсту птице бркату сеница (Panurus biarmicus).

## Таксономија
Породицу Panuridae је формално описао шведски природњак, научник и академик Карл фон Лине 1758. године у десетом издању своје „Systemā Naturae“ Род Panurus је формално описао немачки ентомолог и арахнолог Карл Лудвиг Кох 1816. године у својој "System der baierischen Zoologie". Типична врста је брката сеница (Panurus biarmicus) коју је формално описао такође Карл фон Лине у истом делу. Карл фон Лине је свој запис засновао на „брадатој сеници“ коју је 1731. године описао и илустровао енглески природњак Елеазар Албин и „најмања птица месар“ коју је 1747. године описао и илустровао Џорџ Едвардс.
Тренутни назив рода, Panurus, увео је Карл Лудвиг Кох 1816. године. Потиче од старогрчких речи "panu", "изузетно", и "ουρά", "реп". Специфични епитет biarmicus потиче од речи „Biarmia“, латинизованог облика речи "Bjarmaland",  данас дела руске Архангелске области и Колског полуострва као резултат забуне када је врста први пут описана; брадата трска не насељава ова подручја.

## Опис
Брката сеница (Panurus biarmicus) из породице Panuridae је мала је птица дужине 10-11,5 cm. Тело јој је светлосмеђе боје са две беле линије на мирујућем крилу. Одрасли мужјаци имају сиву главу и велике црне бркове који се сужавају према врату. Младе птице имају црну леђну штрафту и црно оивичен реп. Женке су хомогено светлосмеђе.

## Врсте
У породици Panuridae постоји један род Panurus, са једном признатом врстом:
| Фотографија | Научно име                        | Име           | Распрострањеност               | Подврсте | Статус                  |
| ----------- | --------------------------------- | ------------- | ------------------------------ | --- | ----------------------- |
|             | Panurus biarmicus (Linnaeus 1758) | Брката сеница | Европа, Азија и Северна Африка | Panurus biarmicus biarmicus (Linnaeus 1758) Panurus biarmicus russicus (Brehm C.L. 1831) Panurus biarmicus kosswigi (Kumerloeve R.A.H. 1959) | Најмање угрожени таксон |

## Распрострањење и станиште
Насељава влажна подручја обрасла широким појасом трске. Врло је распрострањена у низијским деловима Европе, централне Азије све до Пацифика, и Мале Азије. Неке од интересантних држава где је налажена током лутања: Алжир, Египат, Израел, Јапан, Либан, Луксенбург, Мароко, Португалија.

## Гнежђење
Гнезди се полуколонијално, од марта до августа. Оба родитеља граде гнездо на неколико стабљика трске. Гнездо је облика дубоке шоље, спољашњи део је изграђен од лишћа трске и осталих барских биљака, унутрашњост је обложена метлицом трске, перјем, а неретко и животињском длаком. Најчешће полаже 4-8 јаја. Лети се храни биљним вашима, инсектима и њиховим ларвама, а током зиме јој се дигестивни тракт прилагођава биљној исхрани (семење трске).

## Исхрана
Лети, брката сеница углавном једе одрасле инсекте, њихове ларве и лутке, и друге мале бескичмењаке, скокуне, пауке, пужеве, обично лове прилично споро крећуће врсте. То је такође храна коју пар обезбеђује својим птићима и младим птицама. У касну јесен и зиму, бркате сенице се углавном хране семеном трске, рогоза, коприве и других травнатих или сличних биљака, повремено формирајући мешовита јата са другим малим птицама које једу семе.

## Оглашавање
Због добро камуфлираног перја и густог станишта од трске, лако их је превидети, али њихово присуство се често открива карактеристичним металним „пинг“ зовом, који бркате сенице користе да би одржале међусобни контакт.
Песма мужјака је описана као мелодична „чин-чик-шра“. Током лета, њихова кратка крила производе звук зујања.

## Статус
Генерално, брката сеница је широко распрострањена са великом популацијом и Црвени списак IUCN  је дефинише као најмање угрожени таксон. Само у Европи се процењује да постоји око 500.000 или више одраслих јединки, а велика већина ареала врсте је у Азији, што значи да се претпоставља да је укупна популација одраслих најмање 3.000.000 јединки. Међутим, због начина живота, добијање тачних процена популације је тешко, чак и за оне који живе у добро проученим деловима света.